# Badminton 1971
Höhepunkte des Badmintonjahres 1971 waren die All England, die Irish Open, die Scottish Open, die German Open, die Dutch Open, die Denmark Open, die Asienmeisterschaft und die French Open.
==Internationale Veranstaltungen ==
| Veranstaltung | Herreneinzel   | Dameneinzel       | Herrendoppel               | Damendoppel                    | Mixed                          |
| ------------- | -------------- | ----------------- | -------------------------- | ------------------------------ | ------------------------------ |
| All England   | Rudy Hartono   | Eva Twedberg      | Ng Boon Bee Punch Gunalan  | Noriko Takagi Hiroe Yuki       | Svend Pri Ulla Strand          |
| Denmark Open  | Rudy Hartono   | Noriko Takagi     | Ng Boon Bee Punch Gunalan  | Noriko Takagi Hiroe Yuki       | Svend Pri Ulla Strand          |
| French Open   | Torsten Winter | Brigitte Potthoff | Torsten Winter Hugo Wilmes | Brigitte Potthoff June Jacques | Klaus Steden Brigitte Potthoff |
| German Open   | Sture Johnsson | Eva Twedberg      | Punch Gunalan Ng Boon Bee  | Anne Flindt Pernille Kaagaard  | Derek Talbot Gillian Gilks     |
| Swedish Open  | Elo Hansen     | Eva Twedberg      | Svend Pri Per Walsøe       | Margaret Beck Gillian Gilks    | Derek Talbot Gillian Gilks     |